# Stölzinger Gebirge
Das Stölzinger Gebirge ist ein bis zu 583 m ü. NHN hoher Mittelgebirgszug und eine naturräumliche Untereinheit des Fulda-Werra-Berglands in Nordhessen, Deutschland. Er gliedert sich in den zentralen Stolzhäuser Rücken, das Vockeroder Bergland (mit Katzenstirn) im Nordwesten und das Haselbach-Bebra-Bergland im Südosten.

## Geographie

### Lage
Etwa 20 bis 40 km (Luftlinie) südöstlich von Kassel befindet sich das Stölzinger Gebirge an der Nahtstelle der Landkreise Schwalm-Eder, Werra-Meißner und Hersfeld-Rotenburg auf der Fulda-Werra-Wasserscheide.
Der in den Höhenlagen dicht bewaldete Gebirgszug wird − im Uhrzeigersinn gesehen − in etwa durch die Orte Hessisch Lichtenau (Norden), Waldkappel (äußerster Nordosten), Waldkappel-Stolzhausen (zentraler Osten), Cornberg (äußerster südlicher Osten), Bebra (äußerster östlicher Süden), Rotenburg (Süden), Morschen (Westen) sowie Spangenberg (nördlicher Westen) begrenzt.

### Naturräumliche Gliederung

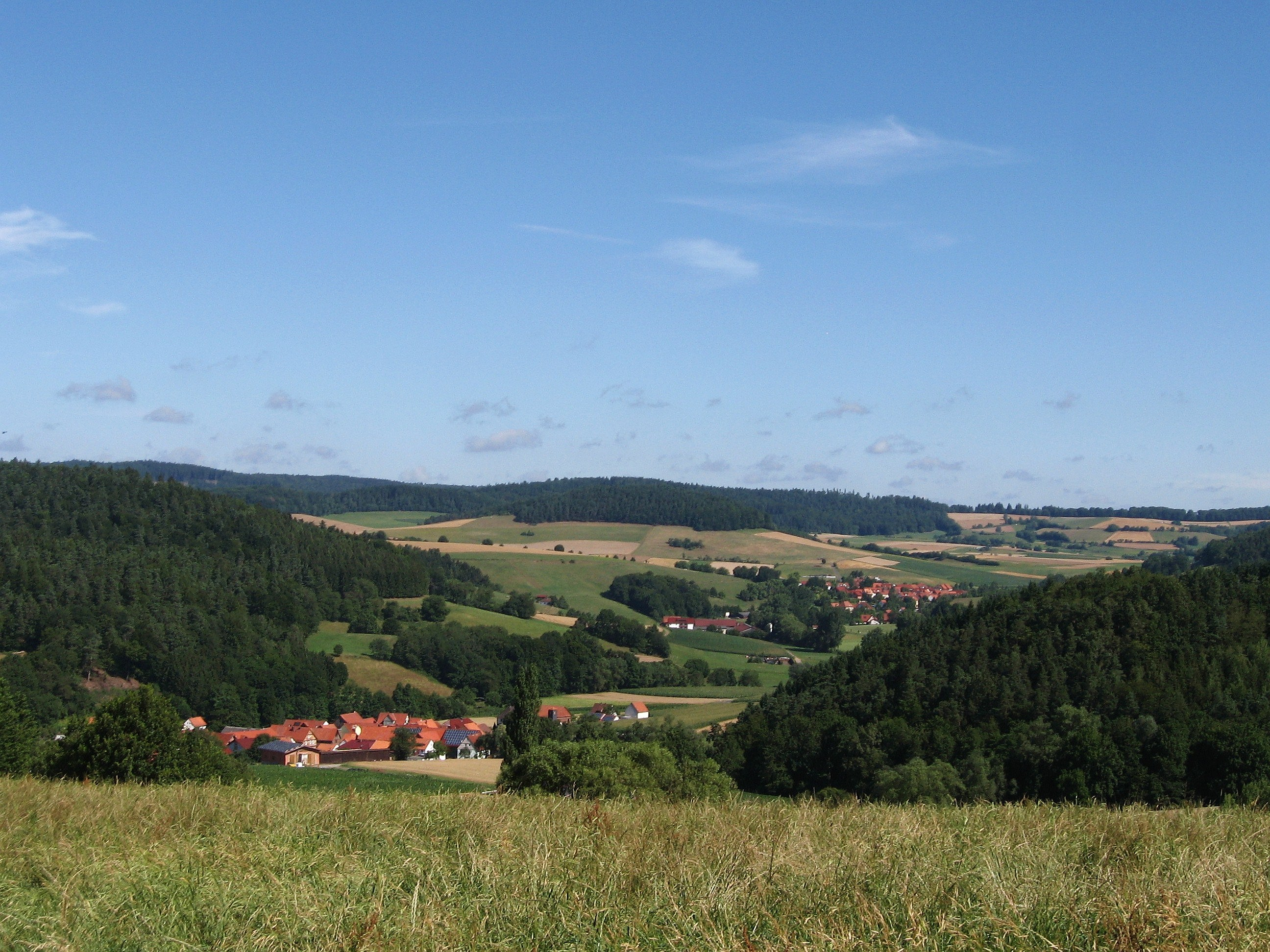
Talblick auf die Dörfer Erdpenhausen (links unten) und Niedergude (Mitte rechts).

Das Stölzinger Gebirge gliedert sich wie folgt:
- 357.4 Stölzinger Bergland (Stölzinger Gebirge)
  - 357.40 Haselbach-Bebra-Bergland (61,78 km²)
  - 357.41 Stolzhäuser Rücken (90,25 km²)
  - 357.42 Vockeroder Bergland (mit Katzenstirn) (44,15 km²)

#### Haselbach-Bebra-Bergland
Der im Norden des Landkreises Hersfeld-Rotenburg gelegene, Haselbach-Bebra-Bergland genannte Südostteil des Stölzinger Gebirges entwässert in der Hauptsache zu den namensgebenden, rechten Fulda-Nebenflüssen Haselbach und Bebra, beinhaltet im Nordosten jedoch auch einen beiderseits der Fulda-Werra-Wasserscheide liegenden, vom Mosenberg östlich des Stölzhäuser Rückens zunächst nach Süden abzweigenden Höhenzug längs des Südens der Franzosenstraße, weshalb die nordöstlich entspringenden Fließgewässer über die Sontra und deren Zielfluss Wehre zur Werra entwässern.

#### Stolzhäuser Rücken
Der Stolzhäuser Rücken, dessen Kamm auch Stölzinger Höhe genannt wird, ist der zentrale Höhenzug des Stölzinger Gebirges. Er zieht sich, hauptsächlich in südsüdwestliche Richtungen, mit einigen Abzweigungen nach Osten, vom Großen Rohrberg (496,2 m) nördlich Reichenbachs, einem südöstlichen Ortsteil von Hessisch Lichtenau, über den Kindelberg (524,4 m) zunächst zur mit 583 m höchsten Erhebung des Stölzinger Gebirges, dem Eisberg. Von dort verläuft der Rücken unter anderem über die Petershöhe (440,6 m), den Rammelsberg (467 m) östlich Stolzhausens, den Zwickel (465,7 m) und den Alheimer (548,7 m) zum Alten Turm (418,1 m) bei Rotenburg. Südöstlich des zentralen und namensgebenden Stolzhausen, einem südlichen Ortsteil von Waldkappel, erreichen die Ostausläufer Stölzinger Kuppe und Mosenberg 473,9 m und 485,8 m Höhe.
Über die langgestreckte Stölzinger Höhe verläuft, direkt an der Fulda-Werra-Wasserscheide, die hier gleichzeitig die Ostgrenze des Schwalm-Eder-Kreises zum Werra-Meißner-Kreis bildet, die nach dem hiesigen militärischen Nachschubweg der napoleonischen Truppen im Russlandfeldzug von 1812 benannte Franzosenstraße. Auf ihm verläuft ein 12 km langer Abschnitt des Wanderwegs „F 08“, der am oben genannten Mosenberg den Stolzhäuser Rücken verlässt und, weiterhin auf der Wasserscheide, Richtung Süden ins Haselbach-Bebra-Bergland übergeht. Genau unter der Stelle, wo sie die Landesstraße 3227 kreuzt, führt durch den Bergkamm der Bischofferoder Tunnel, ein stillgelegter Eisenbahntunnel. Nahe dem Nordanfang dieses Bergkamms befindet sich nordöstlich des Eisbergs das Naturdenkmal Große Steine.
Der Süden des Höhenzugs um den Alheimer liegt auf der zur Fulda entwässernden Westseite des Stölzinger Gebirges im Landkreis Hersfeld-Rotenburg.

#### Vockeroder Bergland (mit Katzenstirn)
Mit Vockeroder Bergland wird der am Schlossberg der Burg Reichenbach 522,3 m hohe, in West-Ost-Richtung schmale (Nord-)Westteil des Stölzinger Gebirges unmittelbar östlich des dem Essebach bis zur Mündung in die Pfieffe folgenden Nordabschnitts der Spangenberger Senke bezeichnet. Südlich der von Osten kreuzenden Pfieffe wird dieser schmale Rücken durch die 500,7 m hohe Katzenstirn fortgesetzt.
Der Norden des Vockeroder Berglands liegt im Werra-Meißner-Kreis, der Süden – wie auch die Katzenstirn – im Schwalm-Eder-Kreis. Lediglich kleinere Teile der Katzenstirn im äußersten Südosten liegen an der Nahtstelle zum Landkreis Hersfeld-Rotenburg.

#### Benachbarte Naturräume
Im Nordwesten grenzt das Stölzinger Gebirge an die Spangenberger Senke am Tal des Pfieffe-Nebenflusses Essebach, das eine deutliche Abgrenzung zum bis 564 m hohen Melsunger Bergland mit der Günsteröder Höhe darstellt. Nach Norden grenzt es an das Hessisch-Lichtenauer Becken und im Nordosten an das Waldkappeler Wehretal längs der Wehre, die das Gebirge von der bis 643,4 m hohen Söhre und dem 753,6 m hohen Meißner abtrennen. In östliche Richtungen schließen sich die einzelnen Teile des Sontraer Hügellands an, nach Südwesten bildet das Bebra-Melsunger Fuldatal der Fulda eine natürliche Abgrenzung zum Neuenstein-Ludwigsecker Höhenzug, der den Anstieg zum Knüll hin einleitet.

### Geologie
Das Stölzinger Gebirge liegt im Wesentlichen auf Buntsandstein, welcher im südlichen Zentrum jedoch immer wieder inselartig durch Zechstein unterbrochen wird. Die östlichen Ausläufer des Haselbach-Bebra-Berglands liegen sogar größtenteils auf Zechstein.

### Berge
Folgende Berge prägen unter anderen das Stölzinger Gebirge – sortiert nach Höhe in Meter (m) über Normalhöhennull (NHN):
(Landkreis, naturräumliche Lage; Wasserscheide („WS“) ist stets jene zwischen Fulda und Werra)
- Eisberg (583,0 m), Werra-Meißner-Kreis, nördlicher Stolzhäuser Rücken, „WS“
- Alheimer (548,7 m), Landkreis Hersfeld-Rotenburg, südlicher Stolzhäuser Rücken; mit Aussichtsturm Alheimerturm
- Kindelberg (524,4 m), Werra-Meißner-Kreis, äußerster Norden des Stolzhäuser Rückens, „WS“
- Schlossberg (522,3 m), Werra-Meißner-Kreis, nördliches Vockeroder Bergland; mit Burg Reichenbach
- Glasebach (505,8 m), Schwalm-Eder-Kreis, südliches Vockeroder Bergland
- Katzenstirn (500,7 m; Kuppe südlich vom Steinkopf), Schwalm-Eder-Kreis, südliche Fortsetzung des Vockeroder Berglands
- Großer Rohrberg (496,2 m), Werra-Meißner-Kreis, äußerster Norden des Stolzhäuser Rückens, „WS“
- Mosenberg (485,8 m), Landkreis Hersfeld-Rotenburg, Ostausläufer des Stolzhäuser Rückens, „WS“
- Stölzinger Kuppe (473,9 m), Werra-Meißner-Kreis und Landkreis Hersfeld-Rotenburg
- Rammelsberg (467 m), Schwalm-Eder-Kreis, Ostausläufer des Stolzhäuser Rückens
- Zwickel ("Struth", 465,7 m), Landkreis Hersfeld-Rotenburg und Schwalm-Eder-Kreis
- Ziegenküppel (Stölzinger Gebirge) (445,4 m), Werra-Meißner-Kreis, Osten des Stölzinger Gebirges; mit Aussichtsturm
- Callandkopf (443,1 m), Landkreis Hersfeld-Rotenburg, nördliches Haselbach-Bebra-Bergland, „WS“
- Petershöhe (440,6 m), Schwalm-Eder-Kreis und Werra-Meißner-Kreis, nördliches Zentrum des Stolzhäuser Rückens, „WS“
- Hoher Buhlkopf (423,4 m), Schwalm-Eder-Kreis, Verbindungskuppe zwischen den Zentren Vockeroder Bergland und Stolzhäuser Rücken
- Alter Turm (418,1 m), Landkreis Hersfeld-Rotenburg, äußerster Süden des Stolzhäuser Rückens
- Mäuseberg (415,4 m), Werra-Meißner-Kreis, äußerster Nordosten des Gebirges; mit Aussichtsturm Pionierturm
- Ziegenküppel (Stolzhäuser Rücken) (405,8 m), Werra-Meißner-Kreis, äußerster Nordosten des Stolzhäuser Rückens

### Fließgewässer
Folgende sind die wichtigsten Fließgewässer des Stölzinger Gebirges:
(in Klammern Zuflussseite, Länge, Einzugsgebiet und Abfluss)
- (im Fulda-Einzugsgebiet – alles rechte Nebenflüsse)
  - Losse (28,9 km, 120,6 km², 1418 l/s) – entspringt an der Nordabdachung des Vockeroder Berglands im Hessisch-Lichtenauer Becken und fließt nach Nordwesten ab
  - Pfieffe (21,4 km, 117,1 km², 1235 l/s) – entspringt am Südwesthang des Eisbergs (nördlicher Stolzhäuser Rücken), verlässt das Gebirge nach einem Oberlauf in südwestlicher Richtung schließlich gen Westen in die Spangenberger Senke
    - Essebach (rechts, 11,6 km, 28,6 km², 343 l/s) – nördliche Westgrenze, Spangenberger Senke
    - Vockebach (rechts, 11,8 km, 19,8 km², 241 l/s) – entspringt am Osthang des Eisberges (Norden des Stolzhäuser Rückens), den es zunächst im Gegenuhrzeigersinn halb umkreist; im weiteren Verlauf Ostgrenze des Vockeroder Berglands
    - Landebach (links, 7,3 km, 18,3 km², 185 l/s) – entspringt an der Westflanke des zentralen Stolzhäuser Rückens und fließt der Pfieffe Richtung Nordwesten zu

  - Eubach (4,2 km, 11,0 km², 89 l/s) – bildet den Süden der Spangenberger Senke und damit südliche Westgrenze der Katzenstirn
  - Gude (9,4 km, 19,1 km², 140 l/s) – Ostgrenze des südlichen Stolzhäuser Rückens zur Katzenstirn
  - Haselbach (11,9 km, 31,5 km², 221 l/s) – westliches Haselbach-Bebra-Bergland
  - Bebra (10,0 km, 18,2 km², 113 l/s) – östliches Haselbach-Bebra-Bergland
- (im Werra-Einzugsgebiet – linker Nebenfluss)
  - (im Wehre-Einzugsgebiet – linke Nebenflüsse)
    - Schemmerbach (11,0 km, 42,8 km², 412 l/s) – entspringt westlich der Stölzinger Kuppe und verlässt das Gebirge in nordöstliche Richtungen zum Schemmerbachgrund
    - Sontra (21,1 km, 230,0 km², 1.936 l/s) – entspringt an der Südostflanke des Mosenbergs und verlässt das Gebirge in Richtung Osten ins Sontraer Land
      - Cornberger Wasser (rechts, 5,7 km, 11,2 km², 89 l/s) – entspringt südlich von Cornberg im äußersten Osten des Haselbach-Bebra-Berglands am Westhang des Großen Bärenkopfs, fließt nach Nordosten ins Sontraer Land und bildet die Grenze zwischen Stölzinger Gebirge und Richelsdorfer Gebirge

### Ortschaften
Ortschaften am Stölzinger Gebirge sind
- Alheim – im Südwesten
- Bebra – im östlichen Süden
- Cornberg – im äußersten Osten
- Hessisch Lichtenau – im Norden
- Morschen – im südlicheren Westen
- Rotenburg – im Süden
- Spangenberg – im nördlicheren Westen
- Waldkappel – im Nordosten

## Allgemeine Quellen
- BfN
  - Kartendienste
  - Landschaftssteckbrief: Fulda-Werra-Bergland